# Alfredo Jaar
Alfredo Jaar (Santiago de Xile, 1956) és un artista visual, arquitecte i cineasta xilè. Ha participat en les Biennals de Venècia (1986, 2007, 2009 i 2013), São Paulo (1987, 1989, 2010), Sydney (1990) i Liverpool (2010), entre d'altres. La seva obra ha estat presentada en diverses exposicions individuals en museus com el Nou Museu d'Art Contemporani de Nova York (1992), la Whitechapel de Londres (1992), el Museu d'Art Contemporani de Chicago (1992), el Museu d'Art Contemporani de Roma (2005), la Fundación Telefónica de Santiago de Xile (2006), el Museu de Belles Arts de Lausana (2007) o a la South London Gallery (2008). Igualment ha dut a terme diverses intervencions artístiques en l'espai públic en ciutats com Mont-real, on va presentar el projecte Luces en la Ciudad (1999) o més recentment el projecte públic a Santiago de Chile, The geometry of conscience (2010), memorial emplaçat al costat del Museu de la Memòria i els Drets Humans de la mateixa ciutat. Va obtenir el Guggenheim Fellow l'any 1985 i el MacArthur Fellow l'any 2000, i l'any 2006 va ser guardonat amb el premi Extremadura a la Creació. Ha col·laborat amb el CCCB amb motiu de l'exposició «En guerra»(2004).